# Doc Shaw
Larramie Cortez Shaw, detto Doc (Atlanta, 24 aprile 1992), è un attore statunitense.
È conosciuto per il ruolo di Marcus Little nella seconda stagione di Zack e Cody sul ponte di comando, per quello di Malik Payne in Tyler Perry's House of Payne per la quale ha vinto un Young Artist Award nel 2009 (Supporting Young Actor) e anche per il ruolo di Re Boomer in Coppia di Re. Sempre nel 2009 e per House of Payne ha vinto il Best Performance - Comedy del NAMIC Vision Awards e nel 2010 ha ricevuto la nomination per il Outstanding Supporting Actor in a Comedy Series dell'NAACP Image Award.

## Filmografia

### Cinema
- Thunderstruck - Un talento fulminante (Thunderstruck), regia di John Whitesell (2012)
- Apes Revolution - Il pianeta delle scimmie (Dawn of the Planet of the Apes), regia di Matt Reeves (2014)

### Televisione
- Tyler Perr's House of Payne – serie TV, 54 episodi (2006-2010)
- Zack e Cody sul ponte di comando (The Suite Life on Deck) – serie TV, 22 episodi (2009-2011)
- Coppia di re (Pair of Kings) – serie TV, 67 episodi (2010-2013)
- See Dad Run – serie TV, 1 episodio (2014)